# اودو پروسه
اودو پروسه (به آلمانی: Udo Preuße) بازیکن فوتبال و مدافع اهل آلمان شرقی بود که از سال ۱۹۷۸ میلادی عضو تیم ملی فوتبال آلمان شرقی بوده‌است. وی در ۱ بازی ملی حضور داشته و در بازی‌های ملی‌اش گلی به ثمر نرساند. اودو پروسه آخرین بازی ملی خود را در سال ۱۹۷۸ میلادی انجام داد.